# Mistrzostwa Świata w Piłce Ręcznej Mężczyzn 2021
Mistrzostwa Świata w Piłce Ręcznej Mężczyzn 2021 – dwudzieste siódme mistrzostwa świata w piłce ręcznej mężczyzn, oficjalny międzynarodowy turniej organizowany przez IHF mający na celu wyłonienie najlepszej męskiej reprezentacji narodowej w piłce ręcznej na świecie, który odbywał się w Egipcie w dniach 13-31 stycznia 2021 roku. W zawodach wystąpiły po raz pierwszy trzydzieści dwa zespoły, automatycznie do mistrzostw zakwalifikowała się Dania jako mistrz świata z 2019 oraz reprezentacja Egiptu jako gospodarz zawodów. O pozostałe miejsca odbywały się kontynentalne eliminacje.
W październiku 2018 roku Rada IHF podjęła decyzję o rozszerzeniu mistrzostw z 24 do 32 zespołów. Pociągnęło to za sobą zmiany w systemie kwalifikacji, samego systemu rozgrywek oraz zwiększenie liczby zgłoszonych zawodników oraz dni wolnych od gry. Ogólny harmonogram rozgrywek opublikowano na początku września 2020 roku, zaś szczegółowy pod koniec tego miesiąca.
Wraz z uruchomieniem strony internetowej i profilu na Facebooku organizatorzy w październiku 2018 roku rozpisali konkurs na stworzenie logo mistrzostw, z nagrodą w wysokości trzydziestu tysięcy EGP. Zwycięski projekt zawierający odniesienia do egipskiej kultury, a także elementy związane z piłką ręczną, został przedstawiony w styczniu 2019 roku. Maskotką zawodów, przedstawioną podczas losowania grup turnieju finałowego, został Horus. Oficjalną turniejową piłkę przygotowała firma Molten, dla której był to już czwarty turniej w tej roli.
W Polsce mecze fazy eliminacyjnej nie były transmitowane w żadnej stacji telewizyjnej. Według TVP właściciel praw zażądał zbyt wysokiej ceny za licencję. W związku z tym IHF udostępniła na terytorium Polski transmisję na YouTube. Jednakże od fazy zasadniczej turnieju Telewizja Polska bez względu na koszty nabyła prawa do transmisji meczów reprezentacji Polski.

## Wybór organizatora
W połowie lutego 2015 roku Międzynarodowa Federacja Piłki Ręcznej ogłosiła terminarz wyłaniania gospodarza tych mistrzostw oraz wstępną listę zainteresowanych krajów. Listy intencyjne złożyło siedem państw – Egipt, Francja, Polska, Słowacja, Szwajcaria, Szwecja i Węgry. Kandydatury wraz z potwierdzeniem spełniania warunków formalnych miały być przesyłane do 13 marca 2015 roku, zaś ostateczny termin składania oficjalnych aplikacji upływał 1 maja tego roku. Zostały one przedstawione władzom IHF tydzień później, a decyzja o przyznaniu praw do organizacji turnieju miała zostać podjęta na spotkaniu Rady IHF w czerwcu 2015 roku. IHF w połowie kwietnia 2015 roku potwierdziła, iż oficjalnymi kandydatami były Egipt, Polska i Węgry. Podczas przesuniętego na listopad spotkania Rady IHF zadecydowano o przyznaniu organizacji mistrzostw Egiptowi.
Egipt gościł męskie mistrzostwa świata po raz drugi. Zadebiutował w tej roli w 1999.

## Obiekty
| KairNew Administrative CapitalBurdż al-Arab al-DżadidaMadinat as-Sadis min Uktubar |                           | Kair                         | New Administrative Capital |
| KairNew Administrative CapitalBurdż al-Arab al-DżadidaMadinat as-Sadis min Uktubar | Cairo Stadium Sports Hall | New Capital Sports Hall      |                            |
| KairNew Administrative CapitalBurdż al-Arab al-DżadidaMadinat as-Sadis min Uktubar | Pojemność: 17 000         | Pojemność: 7 500             |                            |
| KairNew Administrative CapitalBurdż al-Arab al-DżadidaMadinat as-Sadis min Uktubar | Burdż al-Arab al-Dżadida  | Madinat as-Sadis min Uktubar |                            |
| KairNew Administrative CapitalBurdż al-Arab al-DżadidaMadinat as-Sadis min Uktubar | Borg Al Arab Sports Hall  | 6th of October Sports Hall   |                            |
| KairNew Administrative CapitalBurdż al-Arab al-DżadidaMadinat as-Sadis min Uktubar | Pojemność: 5 000          | Pojemność: 4 500             |                            |

## Zespoły
| Kraj                          | Strefa kwalifikacyjna                          | Data kwalifikacji | Ilość udziałów w Mistrzostwach Świata (lata w których reprezentacja brała udział)1, 2                                                                     |
| ----------------------------- | ---------------------------------------------- | ----------------- | --- |
| Egipt                         | Gospodarz                                      | 6 listopada 2015  | 15 (1964, 1993, 1995, 1997, 1999, 2001, 2003, 2005, 2007, 2009, 2011, 2013, 2015, 2017, 2019)                                                             |
| Dania                         | Mistrz świata 2019                             | 27 stycznia 2019  | 23 (1938, 1954, 1958, 1961, 1964, 1967, 1970, 1974, 1978, 1982, 1986, 1993, 1995, 1999, 2003, 2005, 2007, 2009, 2011, 2013, 2015, 2017, 2019)             |
| Angola                        | Mistrzostwa Afryki 2020 – 4. miejsce           | 20 stycznia 2020  | 4 (2005, 2007, 2017, 2019) |
| Algieria                      | Mistrzostwa Afryki 2020 – 3. miejsce           | 20 stycznia 2020  | 14 (1974, 1982, 1986, 1990, 1995, 1997, 1999, 2001, 2003, 2005, 2009, 2011, 2013, 2015)                                                                   |
| Tunezja                       | Mistrzostwa Afryki 2020 – 2. miejsce           | 20 stycznia 2020  | 14 (1967, 1995, 1997, 1999, 2001, 2003, 2005, 2007, 2009, 2011, 2013, 2015, 2017, 2019)                                                                   |
| Maroko                        | Mistrzostwa Afryki 2020 – 6. miejsce           | 24 stycznia 2020  | 6 (1995, 1997, 1999, 2001, 2003, 2007) |
| Republika Zielonego Przylądka | Mistrzostwa Afryki 2020 – 5. miejsce           | 24 stycznia 2020  | 0 (debiut) |
| Demokratyczna Republika Konga | Mistrzostwa Afryki 2020 – 7. miejsce           | 26 stycznia 2020  | 0 (debiut) |
| Katar                         | Mistrzostwa Azji                               | 21 stycznia 2020  | 7 (2003, 2005, 2007, 2013, 2015, 2017, 2019) |
| Japonia                       | Mistrzostwa Azji                               | 23 stycznia 2020  | 14 (1961, 1964, 1967, 1970, 1974, 1978, 1982, 1990, 1995, 1997, 2005, 2011, 2017, 2019)                                                                   |
| Bahrajn                       | Mistrzostwa Azji                               | 23 stycznia 2020  | 3 (2011, 2017, 2019) |
| Korea Południowa              | Mistrzostwa Azji                               | 23 stycznia 2020  | 11 (1986, 1990, 1993, 1995, 1997, 1999, 2001, 2007, 2009, 2011, 2013, 2019)                                                                               |
| Argentyna                     | Mistrzostwa Ameryki 2020 – 1. miejsce          | 23 stycznia 2020  | 12 (1997, 1999, 2001, 2003, 2005, 2007, 2009, 2011, 2013, 2015, 2017, 2019)                                                                               |
| Brazylia                      | Mistrzostwa Ameryki 2020 – 2. miejsce          | 23 stycznia 2020  | 14 (1958, 1995, 1997, 1999, 2001, 2003, 2005, 2007, 2009, 2011, 2013, 2015, 2017, 2019)                                                                   |
| Urugwaj                       | Mistrzostwa Ameryki 2020 – 3. miejsce          | 25 stycznia 2020  | 0 (debiut) |
| Hiszpania                     | Mistrzostwa Europy 2020 – 1. miejsce           | 26 stycznia 2020  | 20 (1958, 1974, 1978, 1982, 1986, 1990, 1993, 1995, 1997, 1999, 2001, 2003, 2005, 2007, 2009, 2011, 2013, 2015, 2017, 2019)                               |
| Chorwacja                     | Mistrzostwa Europy 2020 – 2. miejsce           | 26 stycznia 2020  | 13 (1995, 1997, 1999, 2001, 2003, 2005, 2007, 2009, 2011, 2013, 2015, 2017, 2019)                                                                         |
| Norwegia                      | Mistrzostwa Europy 2020 – 3. miejsce           | 25 stycznia 2020  | 15 (1958, 1961, 1964, 1967, 1970, 1993, 1997, 1999, 2001, 2005, 2007, 2009, 2011, 2017, 2019)                                                             |
| Austria                       | Mistrzostwa Europy 2020 – 8. miejsce           | 24 kwietnia 2020  | 6 (1938, 1958, 1993, 2011, 2015, 2019) |
| Białoruś                      | Mistrzostwa Europy 2020 – 10. miejsce          | 24 kwietnia 2020  | 4 (1995, 2013, 2015, 2017) |
| Macedonia Północna            | Przedstawiciel Europy                          | 12 stycznia 2021  | 6 (1999, 2009, 2013, 2015, 2017, 2019) |
| Francja                       | Mistrzostwa Europy 2020 – 14. miejsce          | 24 kwietnia 2020  | 22 (1954, 1958, 1961, 1964, 1967, 1970, 1978, 1990, 1993, 1995, 1997, 1999, 2001, 2003, 2005, 2007, 2009, 2011, 2013, 2015, 2017, 2019)                   |
| Niemcy                        | Mistrzostwa Europy 2020 – 5. miejsce           | 24 kwietnia 2020  | 25 (1938, 1954, 1958, 1961, 1964, 1967, 1970, 1974, 1978, 1982, 1986, 1990, 1993, 1995, 1999, 2001, 2003, 2005, 2007, 2009, 2011, 2013, 2015, 2017, 2019) |
| Węgry                         | Mistrzostwa Europy 2020 – 9. miejsce           | 24 kwietnia 2020  | 20 (1958, 1964, 1967, 1970, 1974, 1978, 2007, 2009, 1982, 1986, 1990, 1993, 1995, 1997, 1999, 2003, 2007, 2009, 2011, 2013, 2017, 2019)                   |
| Islandia                      | Mistrzostwa Europy 2020 – 11. miejsce          | 24 kwietnia 2020  | 20 (1958, 1964, 1967, 1970, 1974, 1978, 1982, 1986, 1990, 1993, 1995, 1997, 1999, 2003, 2007, 2009, 2011, 2013, 2017, 2019)                               |
| Portugalia                    | Mistrzostwa Europy 2020 – 6. miejsce           | 24 kwietnia 2020  | 3 (1997, 2001, 2003) |
| Szwecja                       | Mistrzostwa Europy 2020 – 7. miejsce           | 24 kwietnia 2020  | 24 (1938, 1954, 1958, 1961, 1964, 1967, 1970, 1974, 1978, 1982, 1986, 1990, 1993, 1995, 1997, 1999, 2001, 2003, 2005, 2009, 2011, 2015, 2017, 2019)       |
| Słowenia                      | Mistrzostwa Europy 2020 – 4. miejsce           | 24 kwietnia 2020  | 8 (1995, 2001, 2003, 2005, 2007, 2013, 2015, 2017) |
| Polska                        | „IHF dzika karta”                              | 9 lipca 2020      | 15 (1958, 1967, 1970, 1974, 1978, 1982, 1986, 1990, 2003, 2007, 2009, 2011, 2013, 2015, 2017)                                                             |
| Rosja                         | „IHF dzika karta”                              | 9 lipca 2020      | 13 (1993, 1995, 1997, 1999, 2001, 2003, 2005, 2007, 2009, 2013, 2015, 2017, 2019)                                                                         |
| Szwajcaria                    | Przedstawiciel Europy                          | 12 stycznia 2021  | 10 (1954, 1961, 1964, 1967, 1970, 1982, 1986, 1990, 1993, 1995)                                                                                           |
| Chile                         | Przedstawiciel Ameryki Południowej i Środkowej | 10 listopada 2020 | 5 (2011, 2013, 2015, 2017, 2019) |

1 Pogrubienie oznacza mistrza świata w danym roku 
2 Kursywa oznacza gospodarza mistrzostw świata w danym roku

## Losowanie grup
Transmitowane w Internecie losowanie grup zaplanowano na 5 września 2020 roku w pobliżu piramid w Gizie. Przed losowaniem drużyny zostały podzielone na sześć koszyków, a dodatkowo pięć zespołów zostało odgórnie przydzielonych do grup.
| Koszyk 1                                                              | Koszyk 2                                                      | Koszyk 3                                                                  | Koszyk 4 |
| --------------------------------------------------------------------- | ------------------------------------------------------------- | ------------------------------------------------------------------------- | --- |
| Dania Hiszpania Chorwacja Norwegia Słowenia Niemcy Portugalia Szwecja | Egipt Argentyna Austria Węgry Tunezja Algieria Katar Białoruś | Islandia Brazylia Urugwaj Czechy Francja Korea Południowa Japonia Bahrajn | Angola Republika Zielonego Przylądka Maroko Demokratyczna Republika Konga Polska Rosja Stany Zjednoczone Chile |

Ceremonię prowadziła para egipskich aktorów, Engy El Mokaddem i Khaled El Nabawy, a z uwagi na pandemię COVID-19 publiczność została ograniczona do 135 osób, wśród których znajdowali się prezydent IHF Hassan Moustafa, premier Egiptu Mostafa Madbouly oraz minister sportu Ashraf Sobhy. W wyniku losowania wyłonionych zostało osiem grup liczących po cztery zespoły:
| Grupa A                                            | Grupa B                           | Grupa C                        | Grupa D                                               | Grupa E                                    | Grupa F                             | Grupa G                    | Grupa H                                  |
| -------------------------------------------------- | --------------------------------- | ------------------------------ | ----------------------------------------------------- | ------------------------------------------ | ----------------------------------- | -------------------------- | ---------------------------------------- |
| Niemcy Węgry Urugwaj Republika Zielonego Przylądka | Hiszpania Tunezja Brazylia Polska | Chorwacja Katar Japonia Angola | Dania Argentyna Bahrajn Demokratyczna Republika Konga | Norwegia Austria Francja Stany Zjednoczone | Portugalia Algieria Islandia Maroko | Szwecja Egipt Czechy Chile | Słowenia Białoruś Korea Południowa Rosja |

## Sędziowie
Lista zawiera 19 par sędziowskich.
| Państwo    | Sędziowie                               |
| ---------- | --------------------------------------- |
| Algieria   | Youcef Belkhiri Sid Ali Hamidi          |
| Argentyna  | Julian Grillo Sebastián Lenci           |
| Chorwacja  | Matija Gubica Boris Milošević           |
| Czarnogóra | Ivan Pavićević Miloš Ražnatović         |
| Czechy     | Václav Horáček Jiří Novotný             |
| Dania      | Mads Hansen Jesper Madsen               |
| Egipt      | Alaa Emam Hossam Hedaia                 |
| Francja    | Charlotte Bonaventura Julie Bonaventura |
| Francja    | Karim Gasmi Raouf Gasmi                 |
| Hiszpania  | Óscar López Ángel Ramírez               |

| Państwo            | Sędziowie                                 |
| ------------------ | ----------------------------------------- |
| Iran               | Majid Kolahdouzan Alireza Mousaviannazhad |
| Macedonia Północna | Ǵorgi Naczewski Sławe Nikołow             |
| Niemcy             | Robert Schulze Tobias Tönnies             |
| Norwegia           | Håvard Kleven Lars Jørum                  |
| Portugalia         | Duarte Santos Ricardo Fonseca             |
| Słowenia           | Bojan Lah David Sok                       |
| Szwecja            | Mirza Kurtagic Mattias Wetterwik          |
| Szwajcaria         | Arthur Brunner Morad Salah                |
| Tunezja            | Samir Krichen Samir Makhlouf              |

## Faza wstępna

### Grupa A
Źródło:IHF
| 15 stycznia 202118:00 | Niemcy           | 43:14(16:4) | Urugwaj            | 6th of October Sports Hall, Madinat as-Sadis min Uktubar Sędzia: Julian Grillo, Sebastian Lenci |
| 15 stycznia 202118:00 | Timo Kastening 9 | 43:14(16:4) | 4 Diego Morandeira | 6th of October Sports Hall, Madinat as-Sadis min Uktubar Sędzia: Julian Grillo, Sebastian Lenci |
| 15 stycznia 202118:00 | 4×               | 43:14(16:4) | 2× · 1×            | 6th of October Sports Hall, Madinat as-Sadis min Uktubar Sędzia: Julian Grillo, Sebastian Lenci |

| 15 stycznia 202120:30 | Węgry          | 34:27(19:14) | Republika Zielonego Przylądka | 6th of October Sports Hall, Madinat as-Sadis min Uktubar Sędzia: Alaa Emam, Hossam Hedaia |
| 15 stycznia 202120:30 | Gábor Ancsin 7 | 34:27(19:14) | 6 Leandro Semedo              | 6th of October Sports Hall, Madinat as-Sadis min Uktubar Sędzia: Alaa Emam, Hossam Hedaia |
| 15 stycznia 202120:30 | 6× · 1× · 1×   | 34:27(19:14) | 4× · 1×                       | 6th of October Sports Hall, Madinat as-Sadis min Uktubar Sędzia: Alaa Emam, Hossam Hedaia |

| 17 stycznia 202118:00 | Republika Zielonego Przylądka | 0:10 (wo.) | Niemcy | 6th of October Sports Hall, Madinat as-Sadis min Uktubar |
| 17 stycznia 202118:00 |                               | 0:10 (wo.) |        | 6th of October Sports Hall, Madinat as-Sadis min Uktubar |

| 17 stycznia 202120:30 | Węgry           | 44:18(16:8) | Urugwaj            | 6th of October Sports Hall, Madinat as-Sadis min Uktubar Sędzia: Majid Kolahdouzan, Alireza Mousaviannazhad |
| 17 stycznia 202120:30 | Dominik Máthé 8 | 44:18(16:8) | 4 Diego Morandeira | 6th of October Sports Hall, Madinat as-Sadis min Uktubar Sędzia: Majid Kolahdouzan, Alireza Mousaviannazhad |
| 17 stycznia 202120:30 | 3× · 2×         | 44:18(16:8) | 2×                 | 6th of October Sports Hall, Madinat as-Sadis min Uktubar Sędzia: Majid Kolahdouzan, Alireza Mousaviannazhad |

| 19 stycznia 202118:00 | Urugwaj | 10:0 (wo.) | Republika Zielonego Przylądka | 6th of October Sports Hall, Madinat as-Sadis min Uktubar |
| 19 stycznia 202118:00 |         | 10:0 (wo.) |                               | 6th of October Sports Hall, Madinat as-Sadis min Uktubar |

| 19 stycznia 202120:30 | Niemcy            | 28:29(14:15) | Węgry                           | 6th of October Sports Hall, Madinat as-Sadis min Uktubar Sędzia: Matija Gubica, Boris Milošević |
| 19 stycznia 202120:30 | Marcel Schiller 7 | 28:29(14:15) | 8 Bence Bánhidi 8 Dominik Máthé | 6th of October Sports Hall, Madinat as-Sadis min Uktubar Sędzia: Matija Gubica, Boris Milošević |
| 19 stycznia 202120:30 | 7×                | 28:29(14:15) | 7× · 1×                         | 6th of October Sports Hall, Madinat as-Sadis min Uktubar Sędzia: Matija Gubica, Boris Milošević |

### Grupa B
Źródło:IHF
| 15 stycznia 202118:00 | Hiszpania                                             | 29:29(16:13) | Brazylia                                   | New Capital Sports Hall, New Administrative Capital Sędzia: Ivan Pavićević, Miloš Ražnatović |
| 15 stycznia 202118:00 | Ángel Fernández Pérez 4 Ferran Sole 4 Joan Cañellas 4 | 29:29(16:13) | 6 Haniel Langaro 6 Rogério Moraes Ferreira | New Capital Sports Hall, New Administrative Capital Sędzia: Ivan Pavićević, Miloš Ražnatović |
| 15 stycznia 202118:00 | 4×                                                    | 29:29(16:13) | 6× · 1×                                    | New Capital Sports Hall, New Administrative Capital Sędzia: Ivan Pavićević, Miloš Ražnatović |

| 15 stycznia 202120:30 | Tunezja        | 28:30(17:17) | Polska              | New Capital Sports Hall, New Administrative Capital Sędzia: Giorgji Nachevsky, Sławe Nikołow |
| 15 stycznia 202120:30 | Mosbah Sanaï 9 | 28:30(17:17) | 11 Arkadiusz Moryto | New Capital Sports Hall, New Administrative Capital Sędzia: Giorgji Nachevsky, Sławe Nikołow |
| 15 stycznia 202120:30 | 5× · 2×        | 28:30(17:17) | 6× · 2×             | New Capital Sports Hall, New Administrative Capital Sędzia: Giorgji Nachevsky, Sławe Nikołow |

| 17 stycznia 202118:00 | Tunezja           | 32:32(20:16) | Brazylia                             | New Capital Sports Hall, New Administrative Capital Sędzia: Mads Hansen, Jesper Madsen |
| 17 stycznia 202118:00 | Mohamed Darmoul 9 | 32:32(20:16) | 6 Rudolph Hackbarth 6 Haniel Langaro | New Capital Sports Hall, New Administrative Capital Sędzia: Mads Hansen, Jesper Madsen |
| 17 stycznia 202118:00 | 6× · 2×           | 32:32(20:16) | 4×                                   | New Capital Sports Hall, New Administrative Capital Sędzia: Mads Hansen, Jesper Madsen |

| 17 stycznia 202120:30 | Polska         | 26:27(11:14) | Hiszpania                                                     | New Capital Sports Hall, New Administrative Capital Sędzia: Václav Horáček, Jiři Novotný |
| 17 stycznia 202120:30 | Szymon Sićko 6 | 26:27(11:14) | 5 Ángel Fernández Pérez 5 Daniel Dujshebaev 5 Raul Entrerrios | New Capital Sports Hall, New Administrative Capital Sędzia: Václav Horáček, Jiři Novotný |
| 17 stycznia 202120:30 | 6× · 1×        | 26:27(11:14) | 2× · 1×                                                       | New Capital Sports Hall, New Administrative Capital Sędzia: Václav Horáček, Jiři Novotný |

| 19 stycznia 202118:00 | Hiszpania                | 36:30(17:14) | Tunezja           | New Capital Sports Hall, New Administrative Capital Sędzia: Mads Hansen, Jesper Madsen |
| 19 stycznia 202118:00 | Ángel Fernández Pérez 10 | 36:30(17:14) | 8 Mohamed Darmoul | New Capital Sports Hall, New Administrative Capital Sędzia: Mads Hansen, Jesper Madsen |
| 19 stycznia 202118:00 | 5×                       | 36:30(17:14) | 3× · 1×           | New Capital Sports Hall, New Administrative Capital Sędzia: Mads Hansen, Jesper Madsen |

| 19 stycznia 202120:30 | Brazylia         | 23:33(11:13) | Polska                            | New Capital Sports Hall, New Administrative Capital Sędzia: Ivan Pavićević, Miloš Ražnatović |
| 19 stycznia 202120:30 | Haniel Langaro 4 | 23:33(11:13) | 6 Arkadiusz Moryto 6 Szymon Sićko | New Capital Sports Hall, New Administrative Capital Sędzia: Ivan Pavićević, Miloš Ražnatović |
| 19 stycznia 202120:30 | 4× · 1×          | 23:33(11:13) | 4× · 1×                           | New Capital Sports Hall, New Administrative Capital Sędzia: Ivan Pavićević, Miloš Ražnatović |

### Grupa C
Źródło:IHF
| 15 stycznia 202115:30 | Katar          | 30:25(14:13) | Angola            | Borg Al Arab Sports Hall, Burdż al-Arab al-Dżadida Sędzia: Duarte Santos, Ricardo Fonseca |
| 15 stycznia 202115:30 | Ahmad Madadi 8 | 30:25(14:13) | 6 Adelino Pestana | Borg Al Arab Sports Hall, Burdż al-Arab al-Dżadida Sędzia: Duarte Santos, Ricardo Fonseca |
| 15 stycznia 202115:30 | 6× · 1×        | 30:25(14:13) | 4×                | Borg Al Arab Sports Hall, Burdż al-Arab al-Dżadida Sędzia: Duarte Santos, Ricardo Fonseca |

| 15 stycznia 202118:00 | Chorwacja      | 29:29(14:17) | Japonia                          | Borg Al Arab Sports Hall, Burdż al-Arab al-Dżadida Sędzia: Samir Makhlouf, Samir Krichen |
| 15 stycznia 202118:00 | Marino Marić 7 | 29:29(14:17) | 5 Yuto Agarie 5 Rennosuke Tokuda | Borg Al Arab Sports Hall, Burdż al-Arab al-Dżadida Sędzia: Samir Makhlouf, Samir Krichen |
| 15 stycznia 202118:00 | 3× · 2×        | 29:29(14:17) | 3× · 2×                          | Borg Al Arab Sports Hall, Burdż al-Arab al-Dżadida Sędzia: Samir Makhlouf, Samir Krichen |

| 17 stycznia 202115:30 | Katar            | 31:29(15:16) | Japonia         | Borg Al Arab Sports Hall, Burdż al-Arab al-Dżadida Sędzia: Oscar Raluy, Angel Sabroso |
| 17 stycznia 202115:30 | Frankis Carol 11 | 31:29(15:16) | 7 Remi Anri Doi | Borg Al Arab Sports Hall, Burdż al-Arab al-Dżadida Sędzia: Oscar Raluy, Angel Sabroso |
| 17 stycznia 202115:30 | 3×               | 31:29(15:16) | 3× · 2×         | Borg Al Arab Sports Hall, Burdż al-Arab al-Dżadida Sędzia: Oscar Raluy, Angel Sabroso |

| 17 stycznia 202118:00 | Angola             | 20:28(11:12) | Chorwacja    | Borg Al Arab Sports Hall, Burdż al-Arab al-Dżadida Sędzia: Youcef Belkhiri, Sid Ali Hamidi |
| 17 stycznia 202118:00 | Edvaldo Ferreira 4 | 20:28(11:12) | 6 Ivan Čupić | Borg Al Arab Sports Hall, Burdż al-Arab al-Dżadida Sędzia: Youcef Belkhiri, Sid Ali Hamidi |
| 17 stycznia 202118:00 | 6× · 2×            | 20:28(11:12) | 6× · 3×      | Borg Al Arab Sports Hall, Burdż al-Arab al-Dżadida Sędzia: Youcef Belkhiri, Sid Ali Hamidi |

| 19 stycznia 202115:30 | Japonia        | 30:29(16:12) | Angola       | Borg Al Arab Sports Hall, Burdż al-Arab al-Dżadida Sędzia: Samir Krichen, Samir Makhlouf |
| 19 stycznia 202115:30 | Jin Watanabe 7 | 30:29(16:12) | 6 Mário Tati | Borg Al Arab Sports Hall, Burdż al-Arab al-Dżadida Sędzia: Samir Krichen, Samir Makhlouf |
| 19 stycznia 202115:30 | 1×             | 30:29(16:12) | 5×           | Borg Al Arab Sports Hall, Burdż al-Arab al-Dżadida Sędzia: Samir Krichen, Samir Makhlouf |

| 19 stycznia 202118:00 | Chorwacja       | 26:24(13:11) | Katar           | Borg Al Arab Sports Hall, Burdż al-Arab al-Dżadida Sędzia: Ǵorgi Naczewski, Sławe Nikołow |
| 19 stycznia 202118:00 | Manuel Štrlek 6 | 26:24(13:11) | 7 Frankis Carol | Borg Al Arab Sports Hall, Burdż al-Arab al-Dżadida Sędzia: Ǵorgi Naczewski, Sławe Nikołow |
| 19 stycznia 202118:00 | 4× · 2×         | 26:24(13:11) | 2× · 1×         | Borg Al Arab Sports Hall, Burdż al-Arab al-Dżadida Sędzia: Ǵorgi Naczewski, Sławe Nikołow |

### Grupa D
Źródło:IHF
| 15 stycznia 202118:00 | Argentyna                                                             | 28:22(13:14) | Demokratyczna Republika Konga | Cairo Stadium Sports Hall, Kair Sędzia: Charlotte Bonaventura, Julie Bonaventura |
| 15 stycznia 202118:00 | Federico Pizarro (piłkarz ręczny) 5 Diego Simonet 5 Ramiro Martinez 5 | 28:22(13:14) | 7 Johan Kiangebeni            | Cairo Stadium Sports Hall, Kair Sędzia: Charlotte Bonaventura, Julie Bonaventura |
| 15 stycznia 202118:00 | 4× · 1×                                                               | 28:22(13:14) | 2×                            | Cairo Stadium Sports Hall, Kair Sędzia: Charlotte Bonaventura, Julie Bonaventura |

| 15 stycznia 202120:30 | Dania             | 34:20(19:10) | Bahrajn                          | Cairo Stadium Sports Hall, Kair Sędzia: Arthur Brunner, Morad Salah |
| 15 stycznia 202120:30 | Mathias Gidsel 10 | 34:20(19:10) | 8 Mohamed Ahmed (piłkarz ręczny) | Cairo Stadium Sports Hall, Kair Sędzia: Arthur Brunner, Morad Salah |
| 15 stycznia 202120:30 | 5×                | 34:20(19:10) | 4× · 1×                          | Cairo Stadium Sports Hall, Kair Sędzia: Arthur Brunner, Morad Salah |

| 17 stycznia 202118:00 | Argentyna                           | 24:21(12:10) | Bahrajn                          | Cairo Stadium Sports Hall, Kair Sędzia: Robert Schulze, Tobias Tönnies |
| 17 stycznia 202118:00 | Federico Pizarro (piłkarz ręczny) 6 | 24:21(12:10) | 5 Mohamed Ahmed (piłkarz ręczny) | Cairo Stadium Sports Hall, Kair Sędzia: Robert Schulze, Tobias Tönnies |
| 17 stycznia 202118:00 | 1× · 1×                             | 24:21(12:10) | 6× · 3×                          | Cairo Stadium Sports Hall, Kair Sędzia: Robert Schulze, Tobias Tönnies |

| 17 stycznia 202120:30 | Demokratyczna Republika Konga       | 19:39(10:23) | Dania          | Cairo Stadium Sports Hall, Kair Sędzia: Arthur Brunner, Morad Salah |
| 17 stycznia 202120:30 | Zephyrin Bouity 4 Gauthier Mvumbi 4 | 19:39(10:23) | 8 Jóhan Hansen | Cairo Stadium Sports Hall, Kair Sędzia: Arthur Brunner, Morad Salah |
| 17 stycznia 202120:30 | 3× · 1×                             | 19:39(10:23) | 1× · 1×        | Cairo Stadium Sports Hall, Kair Sędzia: Arthur Brunner, Morad Salah |

| 19 stycznia 202118:00 | Bahrajn            | 34:27(14:12) | Demokratyczna Republika Konga | Cairo Stadium Sports Hall, Kair Sędzia: Håvard Kleven, Lars Jørum |
| 19 stycznia 202118:00 | Husain Al-Sayyad 9 | 34:27(14:12) | 6 Johan Kiangebeni            | Cairo Stadium Sports Hall, Kair Sędzia: Håvard Kleven, Lars Jørum |
| 19 stycznia 202118:00 | 7× · 1×            | 34:27(14:12) | 4× · 1×                       | Cairo Stadium Sports Hall, Kair Sędzia: Håvard Kleven, Lars Jørum |

| 19 stycznia 202120:30 | Dania           | 31:20(15:10) | Argentyna             | Cairo Stadium Sports Hall, Kair Sędzia: Charlotte Bonaventura, Julie Bonaventura |
| 19 stycznia 202120:30 | Mikkel Hansen 7 | 31:20(15:10) | 6 Pedro Martínez Cami | Cairo Stadium Sports Hall, Kair Sędzia: Charlotte Bonaventura, Julie Bonaventura |
| 19 stycznia 202120:30 | 3× · 1×         | 31:20(15:10) | 6× · 3× · 1×          | Cairo Stadium Sports Hall, Kair Sędzia: Charlotte Bonaventura, Julie Bonaventura |

### Grupa E
Źródło:IHF
| 14 stycznia 202118:00 | Austria                         | 25:28(13:13) | Szwajcaria    | 6th of October Sports Hall, Madinat as-Sadis min Uktubar Sędzia: Majid Kolahdouzan, Alireza Mousaviannazhad |
| 14 stycznia 202118:00 | Robert Weber (piłkarz ręczny) 7 | 25:28(13:13) | 7 Andy Schmid | 6th of October Sports Hall, Madinat as-Sadis min Uktubar Sędzia: Majid Kolahdouzan, Alireza Mousaviannazhad |
| 14 stycznia 202118:00 | 7× · 1× · 1×                    | 25:28(13:13) | 4× · 1×       | 6th of October Sports Hall, Madinat as-Sadis min Uktubar Sędzia: Majid Kolahdouzan, Alireza Mousaviannazhad |

| 14 stycznia 202120:30 | Norwegia          | 24:28(13:13) | Francja       | 6th of October Sports Hall, Madinat as-Sadis min Uktubar Sędzia: Ignacio García, Andreu Marín |
| 14 stycznia 202120:30 | Sander Sagosen 10 | 24:28(13:13) | 9 Kentin Mahé | 6th of October Sports Hall, Madinat as-Sadis min Uktubar Sędzia: Ignacio García, Andreu Marín |
| 14 stycznia 202120:30 | 5×                | 24:28(13:13) | 5× · 2×       | 6th of October Sports Hall, Madinat as-Sadis min Uktubar Sędzia: Ignacio García, Andreu Marín |

| 16 stycznia 202118:00 | Austria         | 28:35(13:17) | Francja                                           | 6th of October Sports Hall, Madinat as-Sadis min Uktubar Sędzia: Julian Lenci, Sebastian Grillo |
| 16 stycznia 202118:00 | Tobias Wagner 7 | 28:35(13:17) | 4 Michael Guigou 4 Ludovic Fabregas 4 Hugo Descat | 6th of October Sports Hall, Madinat as-Sadis min Uktubar Sędzia: Julian Lenci, Sebastian Grillo |
| 16 stycznia 202118:00 | 3×              | 28:35(13:17) | 4× · 1×                                           | 6th of October Sports Hall, Madinat as-Sadis min Uktubar Sędzia: Julian Lenci, Sebastian Grillo |

| 16 stycznia 202120:30 | Szwajcaria                     | 25:31(13:17) | Norwegia          | 6th of October Sports Hall, Madinat as-Sadis min Uktubar Sędzia: Matija Gubica, Boris Milošević |
| 16 stycznia 202120:30 | Marvin Lier 7 Alen Milosevic 7 | 25:31(13:17) | 11 Sander Sagosen | 6th of October Sports Hall, Madinat as-Sadis min Uktubar Sędzia: Matija Gubica, Boris Milošević |
| 16 stycznia 202120:30 | 6× · 1×                        | 25:31(13:17) | 3× · 1×           | 6th of October Sports Hall, Madinat as-Sadis min Uktubar Sędzia: Matija Gubica, Boris Milošević |

| 18 stycznia 202118:00 | Francja       | 25:24(14:14) | Szwajcaria     | 6th of October Sports Hall, Madinat as-Sadis min Uktubar Sędzia: Julian Grillo, Sebastián Lenci |
| 18 stycznia 202118:00 | Kentin Mahé 7 | 25:24(14:14) | 10 Andy Schmid | 6th of October Sports Hall, Madinat as-Sadis min Uktubar Sędzia: Julian Grillo, Sebastián Lenci |
| 18 stycznia 202118:00 | 3× · 1×       | 25:24(14:14) | 5× · 1×        | 6th of October Sports Hall, Madinat as-Sadis min Uktubar Sędzia: Julian Grillo, Sebastián Lenci |

| 18 stycznia 202120:30 | Norwegia         | 38:29(20:17) | Austria                                         | 6th of October Sports Hall, Madinat as-Sadis min Uktubar Sędzia: Ignacio García, Andreu Marín |
| 18 stycznia 202120:30 | Sander Sagosen 9 | 38:29(20:17) | 6 Tobias Wagner 6 Robert Weber (piłkarz ręczny) | 6th of October Sports Hall, Madinat as-Sadis min Uktubar Sędzia: Ignacio García, Andreu Marín |
| 18 stycznia 202120:30 | 4× · 1×          | 38:29(20:17) | 4× · 1×                                         | 6th of October Sports Hall, Madinat as-Sadis min Uktubar Sędzia: Ignacio García, Andreu Marín |

### Grupa F
Źródło:IHF
| 14 stycznia 202118:00 | Algieria     | 24:23(8:15) | Maroko           | New Capital Sports Hall, New Administrative Capital Sędzia: Mads Hansen, Jesper Madsen |
| 14 stycznia 202118:00 | Ayoub Abdi 7 | 24:23(8:15) | 6 Reida Rezzouki | New Capital Sports Hall, New Administrative Capital Sędzia: Mads Hansen, Jesper Madsen |
| 14 stycznia 202118:00 | 6×           | 24:23(8:15) | 9× · 1× · 3×     | New Capital Sports Hall, New Administrative Capital Sędzia: Mads Hansen, Jesper Madsen |

| 14 stycznia 202120:30 | Portugalia       | 25:23(11:10) | Islandia             | New Capital Sports Hall, New Administrative Capital Sędzia: Václav Horáček, Jiři Novotný |
| 14 stycznia 202120:30 | Miguel Martins 6 | 25:23(11:10) | 6 Bjarki Már Elísson | New Capital Sports Hall, New Administrative Capital Sędzia: Václav Horáček, Jiři Novotný |
| 14 stycznia 202120:30 | 3× · 2×          | 25:23(11:10) | 4× · 3×              | New Capital Sports Hall, New Administrative Capital Sędzia: Václav Horáček, Jiři Novotný |

| 16 stycznia 202118:00 | Maroko            | 20:33(12:12) | Portugalia      | New Capital Sports Hall, New Administrative Capital Sędzia: Bojan Sok, David Lah |
| 16 stycznia 202118:00 | Amine Harchaoui 5 | 20:33(12:12) | 9 Pedro Portela | New Capital Sports Hall, New Administrative Capital Sędzia: Bojan Sok, David Lah |
| 16 stycznia 202118:00 | 7× · 1×           | 20:33(12:12) | 2×              | New Capital Sports Hall, New Administrative Capital Sędzia: Bojan Sok, David Lah |

| 16 stycznia 202120:30 | Algieria     | 24:39(10:22) | Islandia              | New Capital Sports Hall, New Administrative Capital Sędzia: Mads Hansen, Jesper Madsen |
| 16 stycznia 202120:30 | Ayoub Abdi 5 | 24:39(10:22) | 12 Bjarki Már Elísson | New Capital Sports Hall, New Administrative Capital Sędzia: Mads Hansen, Jesper Madsen |
| 16 stycznia 202120:30 | 4× · 1× · 1× | 24:39(10:22) | 4× · 1×               | New Capital Sports Hall, New Administrative Capital Sędzia: Mads Hansen, Jesper Madsen |

| 18 stycznia 202118:00 | Portugalia      | 26:19(14:9) | Algieria           | New Capital Sports Hall, New Administrative Capital Sędzia: Ivan Pavićević, Miloš Ražnatović |
| 18 stycznia 202118:00 | Pedro Portela 4 | 26:19(14:9) | 7 Messaoud Berkous | New Capital Sports Hall, New Administrative Capital Sędzia: Ivan Pavićević, Miloš Ražnatović |
| 18 stycznia 202118:00 | 6× · 1×         | 26:19(14:9) | 4× · 1× · 1×       | New Capital Sports Hall, New Administrative Capital Sędzia: Ivan Pavićević, Miloš Ražnatović |

| 18 stycznia 202120:30 | Islandia                                  | 31:23(15:10) | Maroko            | New Capital Sports Hall, New Administrative Capital Sędzia: Václav Horáček, Jiří Novotný |
| 18 stycznia 202120:30 | Ólafur Guðmundsson 6 Viggó Kristjánsson 6 | 31:23(15:10) | 5 Mohamed Zaroili | New Capital Sports Hall, New Administrative Capital Sędzia: Václav Horáček, Jiří Novotný |
| 18 stycznia 202120:30 | 3× · 1×                                   | 31:23(15:10) | 4× · 1× · 2× · 1× | New Capital Sports Hall, New Administrative Capital Sędzia: Václav Horáček, Jiří Novotný |

### Grupa G
Źródło:IHF
| 13 stycznia 202118:00 | Egipt            | 35:29(18:11) | Chile             | Cairo Stadium Sports Hall, Kair Sędzia: Robert Schulze, Tobias Tönnies |
| 13 stycznia 202118:00 | Yehia El-Deraa 6 | 35:29(18:11) | 8 Esteban Salinas | Cairo Stadium Sports Hall, Kair Sędzia: Robert Schulze, Tobias Tönnies |
| 13 stycznia 202118:00 | 7× · 2×          | 35:29(18:11) | 9× · 2× · 1×      | Cairo Stadium Sports Hall, Kair Sędzia: Robert Schulze, Tobias Tönnies |

| 14 stycznia 202120:30 | Szwecja         | 32:20(16:11) | Macedonia Północna | Cairo Stadium Sports Hall, Kair Sędzia: Håvard Kleven, Lars Jørum |
| 14 stycznia 202120:30 | Hampus Wanne 11 | 32:20(16:11) | 5 Kiril Lazarov    | Cairo Stadium Sports Hall, Kair Sędzia: Håvard Kleven, Lars Jørum |
| 14 stycznia 202120:30 | 4× · 2×         | 32:20(16:11) | 3× · 1× · 1×       | Cairo Stadium Sports Hall, Kair Sędzia: Håvard Kleven, Lars Jørum |

| 16 stycznia 202118:00 | Egipt                    | 38:19(20:6) | Macedonia Północna                                   | Cairo Stadium Sports Hall, Kair Sędzia: Charlotte Bonaventura, Julie Bonaventura |
| 16 stycznia 202118:00 | Mohamed Mamdouh Shebib 8 | 38:19(20:6) | 3 Kiril Lazarov 3 Nikola Markoski 3 Zharko Peshevski | Cairo Stadium Sports Hall, Kair Sędzia: Charlotte Bonaventura, Julie Bonaventura |
| 16 stycznia 202118:00 | 2×                       | 38:19(20:6) | 5× · 1×                                              | Cairo Stadium Sports Hall, Kair Sędzia: Charlotte Bonaventura, Julie Bonaventura |

| 16 stycznia 202120:30 | Chile              | 26:41(16:20) | Szwecja         | Cairo Stadium Sports Hall, Kair Sędzia: Arthur Brunner, Morad Salah |
| 16 stycznia 202120:30 | Erwin Feuchtmann 7 | 26:41(16:20) | 12 Lucas Pellas | Cairo Stadium Sports Hall, Kair Sędzia: Arthur Brunner, Morad Salah |
| 16 stycznia 202120:30 | 8× · 1×            | 26:41(16:20) | 4× · 1×         | Cairo Stadium Sports Hall, Kair Sędzia: Arthur Brunner, Morad Salah |

| 18 stycznia 202115:30 | Macedonia Północna | 32:29(16:17) | Chile                                                     | Cairo Stadium Sports Hall, Kair Sędzia: Matija Gubica, Boris Milošević |
| 18 stycznia 202115:30 | Kiril Lazarov 8    | 32:29(16:17) | 7 Sebastian Ceballos 7 Erwin Feuchtmann 7 Rodrigo Salinas | Cairo Stadium Sports Hall, Kair Sędzia: Matija Gubica, Boris Milošević |
| 18 stycznia 202115:30 | 6×                 | 32:29(16:17) | 5× · 1×                                                   | Cairo Stadium Sports Hall, Kair Sędzia: Matija Gubica, Boris Milošević |

| 18 stycznia 202118:00 | Szwecja         | 24:23(9:12) | Egipt            | Cairo Stadium Sports Hall, Kair Sędzia: Håvard Kleven, Lars Jørum |
| 18 stycznia 202118:00 | Linus Persson 8 | 24:23(9:12) | 8 Mohammad Sanad | Cairo Stadium Sports Hall, Kair Sędzia: Håvard Kleven, Lars Jørum |
| 18 stycznia 202118:00 | 2× · 1×         | 24:23(9:12) | 3×               | Cairo Stadium Sports Hall, Kair Sędzia: Håvard Kleven, Lars Jørum |

### Grupa H
Źródło:IHF
| 14 stycznia 202115:30 | Białoruś           | 32:32(15:15) | Drużyna RFPR                                            | Borg Al Arab Sports Hall, Burdż al-Arab al-Dżadida Sędzia: Youcef Belkhiri, Sid Ali Hamidi |
| 14 stycznia 202115:30 | Mikita Vailupau 10 | 32:32(15:15) | 6 Dimitri Kiselev 6 Igor Soroka 6 Sergei Mark Kosorotov | Borg Al Arab Sports Hall, Burdż al-Arab al-Dżadida Sędzia: Youcef Belkhiri, Sid Ali Hamidi |
| 14 stycznia 202115:30 | 6× · 1×            | 32:32(15:15) | 5× · 1× · 1×                                            | Borg Al Arab Sports Hall, Burdż al-Arab al-Dżadida Sędzia: Youcef Belkhiri, Sid Ali Hamidi |

| 14 stycznia 202118:00 | Słowenia        | 51:29(25:16) | Korea Południowa                              | Borg Al Arab Sports Hall, Burdż al-Arab al-Dżadida Sędzia: Oscar Raluy, Angel Sabroso |
| 14 stycznia 202118:00 | Dragan Gajić 10 | 51:29(25:16) | 6 Kim Jin-ho (piłkarz ręczny) 6 Kim Jin-young | Borg Al Arab Sports Hall, Burdż al-Arab al-Dżadida Sędzia: Oscar Raluy, Angel Sabroso |
| 14 stycznia 202118:00 | 6× · 1×         | 51:29(25:16) | 2×                                            | Borg Al Arab Sports Hall, Burdż al-Arab al-Dżadida Sędzia: Oscar Raluy, Angel Sabroso |

| 16 stycznia 202115:30 | Białoruś          | 32:24(15:9) | Korea Południowa | Borg Al Arab Sports Hall, Burdż al-Arab al-Dżadida Sędzia: Samir Krichen, Samir Makhouf |
| 16 stycznia 202115:30 | Mikita Vailupau 8 | 32:24(15:9) | 8 Kim Jin-young  | Borg Al Arab Sports Hall, Burdż al-Arab al-Dżadida Sędzia: Samir Krichen, Samir Makhouf |
| 16 stycznia 202115:30 | 9× · 1× · 1×      | 32:24(15:9) | 3×               | Borg Al Arab Sports Hall, Burdż al-Arab al-Dżadida Sędzia: Samir Krichen, Samir Makhouf |

| 16 stycznia 202118:00 | Drużyna RFPR                                            | 31:25(16:13) | Słowenia       | Borg Al Arab Sports Hall, Burdż al-Arab al-Dżadida Sędzia: Giorgij Nachevski, Sławe Nikołow |
| 16 stycznia 202118:00 | Dimitri Kiselev 6 Igor Soroka 6 Sergei Mark Kosorotov 6 | 31:25(16:13) | 6 Jure Dolenec | Borg Al Arab Sports Hall, Burdż al-Arab al-Dżadida Sędzia: Giorgij Nachevski, Sławe Nikołow |
| 16 stycznia 202118:00 | 5× · 1×                                                 | 31:25(16:13) | 4× · 1×        | Borg Al Arab Sports Hall, Burdż al-Arab al-Dżadida Sędzia: Giorgij Nachevski, Sławe Nikołow |

| 18 stycznia 202115:30 | Korea Południowa | 26:30(15:15) | Drużyna RFPR                    | Borg Al Arab Sports Hall, Burdż al-Arab al-Dżadida Sędzia: Youcef Beikhiri, Sid Ali Hamidi |
| 18 stycznia 202115:30 | Kim Jin-un 8     | 26:30(15:15) | 5 Pavel Andreev 5 Dmitry Kornev | Borg Al Arab Sports Hall, Burdż al-Arab al-Dżadida Sędzia: Youcef Beikhiri, Sid Ali Hamidi |
| 18 stycznia 202115:30 | 5× · 1×          | 26:30(15:15) | 2× · 2×                         | Borg Al Arab Sports Hall, Burdż al-Arab al-Dżadida Sędzia: Youcef Beikhiri, Sid Ali Hamidi |

| 18 stycznia 202118:00 | Słowenia    | 29:25(15:15) | Białoruś         | Borg Al Arab Sports Hall, Burdż al-Arab al-Dżadida Sędzia: Oscar Raluy, Angel Sabroso |
| 18 stycznia 202118:00 | Blaž Janc 8 | 29:25(15:15) | 7 Arciom Karalok | Borg Al Arab Sports Hall, Burdż al-Arab al-Dżadida Sędzia: Oscar Raluy, Angel Sabroso |
| 18 stycznia 202118:00 | 5× · 1×     | 29:25(15:15) | 5× · 1×          | Borg Al Arab Sports Hall, Burdż al-Arab al-Dżadida Sędzia: Oscar Raluy, Angel Sabroso |

## President’s Cup

### Grupa 1
Źródło:IHF
| 21 stycznia 202115:30 | Republika Zielonego Przylądka | 0:10 (wo.) | Tunezja | 6th of October Sports Hall, Madinat as-Sadis min Uktubar |
| 21 stycznia 202115:30 |                               | 0:10 (wo.) |         | 6th of October Sports Hall, Madinat as-Sadis min Uktubar |

| 21 stycznia 202118:00 | Angola             | 31:32(15:13) | Demokratyczna Republika Konga | 6th of October Sports Hall, Madinat as-Sadis min Uktubar Sędzia: Alaa Emam, Hossam Hedaia |
| 21 stycznia 202118:00 | Edvaldo Ferreira 8 | 31:32(15:13) | 8 Johan Kiangebeni            | 6th of October Sports Hall, Madinat as-Sadis min Uktubar Sędzia: Alaa Emam, Hossam Hedaia |
| 21 stycznia 202118:00 | 2× · 1× · 1×       | 31:32(15:13) | 5× · 1×                       | 6th of October Sports Hall, Madinat as-Sadis min Uktubar Sędzia: Alaa Emam, Hossam Hedaia |

| 23 stycznia 202115:30 | Republika Zielonego Przylądka | 0:10 (wo.) | Angola | 6th of October Sports Hall, Madinat as-Sadis min Uktubar |
| 23 stycznia 202115:30 |                               | 0:10 (wo.) |        | 6th of October Sports Hall, Madinat as-Sadis min Uktubar |

| 23 stycznia 202118:00 | Tunezja         | 38:22(17:13) | Demokratyczna Republika Konga | 6th of October Sports Hall, Madinat as-Sadis min Uktubar Sędzia: Julian Grillo, Sebastián Lenci |
| 23 stycznia 202118:00 | Ghassen Toumi 7 | 38:22(17:13) | 5 Gauthier Mvumbi             | 6th of October Sports Hall, Madinat as-Sadis min Uktubar Sędzia: Julian Grillo, Sebastián Lenci |
| 23 stycznia 202118:00 | 4×              | 38:22(17:13) | 2× · 2×                       | 6th of October Sports Hall, Madinat as-Sadis min Uktubar Sędzia: Julian Grillo, Sebastián Lenci |

| 25 stycznia 202115:30 | Demokratyczna Republika Konga | 10:0 (wo.) | Republika Zielonego Przylądka | 6th of October Sports Hall, Madinat as-Sadis min Uktubar |
| 25 stycznia 202115:30 |                               | 10:0 (wo.) |                               | 6th of October Sports Hall, Madinat as-Sadis min Uktubar |

| 25 stycznia 202118:00 | Tunezja       | 34:29(14:13) | Angola                      | 6th of October Sports Hall, Madinat as-Sadis min Uktubar Sędzia: Majid Kolahdouzan, Alireza Mousaviannazhad |
| 25 stycznia 202118:00 | Issam Rzig 12 | 34:29(14:13) | 7 Romé Hebo 7 Cláudio Lopes | 6th of October Sports Hall, Madinat as-Sadis min Uktubar Sędzia: Majid Kolahdouzan, Alireza Mousaviannazhad |
| 25 stycznia 202118:00 | 8× · 1×       | 34:29(14:13) | 3× · 1× · 1×                | 6th of October Sports Hall, Madinat as-Sadis min Uktubar Sędzia: Majid Kolahdouzan, Alireza Mousaviannazhad |

### Grupa 2
Źródło:IHF
| 20 stycznia 202115:30 | Chile                    | 44:33(24:17) | Korea Południowa | New Capital Sports Hall, New Administrative Capital Sędzia: Youcef Beikhiri, Sid Ali Hamidi |
| 20 stycznia 202115:30 | Rodrigo Salinas Muñoz 12 | 44:33(24:17) | 8 Kim Jin-young  | New Capital Sports Hall, New Administrative Capital Sędzia: Youcef Beikhiri, Sid Ali Hamidi |
| 20 stycznia 202115:30 | 4× · 2×                  | 44:33(24:17) | 5×               | New Capital Sports Hall, New Administrative Capital Sędzia: Youcef Beikhiri, Sid Ali Hamidi |

| 20 stycznia 202118:00 | Austria             | 36:22(17:14) | Maroko           | New Capital Sports Hall, New Administrative Capital Sędzia: Arthur Brunner, Morad Salah |
| 20 stycznia 202118:00 | Sebastian Frimmel 9 | 36:22(17:14) | 7 Reida Rezzouki | New Capital Sports Hall, New Administrative Capital Sędzia: Arthur Brunner, Morad Salah |
| 20 stycznia 202118:00 | 5× · 2×             | 36:22(17:14) | 4×               | New Capital Sports Hall, New Administrative Capital Sędzia: Arthur Brunner, Morad Salah |

| 22 stycznia 202115:30 | Maroko          | 32:25(15:14) | Korea Południowa | New Capital Sports Hall, New Administrative Capital Sędzia: Lars Jorum, Havard Kleven |
| 22 stycznia 202115:30 | Nacym Fougani 7 | 32:25(15:14) | 9 Kim Jin-young  | New Capital Sports Hall, New Administrative Capital Sędzia: Lars Jorum, Havard Kleven |
| 22 stycznia 202115:30 | 5× · 2× · 1×    | 32:25(15:14) | 4×               | New Capital Sports Hall, New Administrative Capital Sędzia: Lars Jorum, Havard Kleven |

| 22 stycznia 202118:00 | Austria             | 33:31(14:15) | Chile              | New Capital Sports Hall, New Administrative Capital Sędzia: Arthur Brunner, Morad Salah |
| 22 stycznia 202118:00 | Sebastian Frimmel 8 | 33:31(14:15) | 9 Erwin Feuchtmann | New Capital Sports Hall, New Administrative Capital Sędzia: Arthur Brunner, Morad Salah |
| 22 stycznia 202118:00 | 8× · 1×             | 33:31(14:15) | 7× · 1× · 1×       | New Capital Sports Hall, New Administrative Capital Sędzia: Arthur Brunner, Morad Salah |

| 24 stycznia 202115:30 | Maroko            | 17:28(12:14) | Chile             | New Capital Sports Hall, New Administrative Capital Sędzia: Ivan Pavićević, Miloš Ražnatović |
| 24 stycznia 202115:30 | Amine Harchaoui 6 | 17:28(12:14) | 7 Esteban Salinas | New Capital Sports Hall, New Administrative Capital Sędzia: Ivan Pavićević, Miloš Ražnatović |
| 24 stycznia 202115:30 | 6× · 2×           | 17:28(12:14) | 4×                | New Capital Sports Hall, New Administrative Capital Sędzia: Ivan Pavićević, Miloš Ražnatović |

| 24 stycznia 202118:00 | Korea Południowa              | 29:36(14:18) | Austria             | New Capital Sports Hall, New Administrative Capital Sędzia: Alaa Emam, Hossam Hedaia |
| 24 stycznia 202118:00 | Kang Jun-gu 4 Kim Jin-young 4 | 29:36(14:18) | 9 Julian Pratschner | New Capital Sports Hall, New Administrative Capital Sędzia: Alaa Emam, Hossam Hedaia |
| 24 stycznia 202118:00 | 1× · 1×                       | 29:36(14:18) | 3× · 2×             | New Capital Sports Hall, New Administrative Capital Sędzia: Alaa Emam, Hossam Hedaia |

### Mecze o miejsca 25–32
Mecz o 31. miejsce
| 27 stycznia 202115:00 | Republika Zielonego Przylądka | 0:10 (wo.) | Korea Południowa | 6th of October Sports Hall, Madinat as-Sadis min Uktubar |
| 27 stycznia 202115:00 |                               | 0:10 (wo.) |                  | 6th of October Sports Hall, Madinat as-Sadis min Uktubar |

Mecz o 29. miejsce
| 27 stycznia 202117:30 | Angola                                 | 29:30 (pd.)(14:13, 27:27) | Maroko            | 6th of October Sports Hall, Madinat as-Sadis min Uktubar Sędzia: Youcef Belkhiri, Sid Ali Hamidi |
| 27 stycznia 202117:30 | Rome Antonio Hebo 6 Edvaldo Ferreira 6 | 29:30 (pd.)(14:13, 27:27) | 12 Reida Rezzouki | 6th of October Sports Hall, Madinat as-Sadis min Uktubar Sędzia: Youcef Belkhiri, Sid Ali Hamidi |
| 27 stycznia 202117:30 | 5×                                     | 29:30 (pd.)(14:13, 27:27) | 4× · 2×           | 6th of October Sports Hall, Madinat as-Sadis min Uktubar Sędzia: Youcef Belkhiri, Sid Ali Hamidi |

Mecz o 27. miejsce
| 27 stycznia 202115:00 | Demokratyczna Republika Konga | 30:35(13:18) | Chile                                                  | New Capital Sports Hall, New Administrative Capital Sędzia: Samir Makhlouf, Samir Krichen |
| 27 stycznia 202115:00 | Adam Ngando 8                 | 30:35(13:18) | 5 Sebastian Ceballos 5 Erwin Feuchtmann 5 Daniel Ayala | New Capital Sports Hall, New Administrative Capital Sędzia: Samir Makhlouf, Samir Krichen |
| 27 stycznia 202115:00 | 3×                            | 30:35(13:18) | 1× · 1×                                                | New Capital Sports Hall, New Administrative Capital Sędzia: Samir Makhlouf, Samir Krichen |

Mecz o 25. miejsce
| 27 stycznia 202117:30 | Tunezja        | 37:33(19:16) | Austria                             | New Capital Sports Hall, New Administrative Capital Sędzia: Julian Grillo, Sebastian Lenci |
| 27 stycznia 202117:30 | Mosbah Sanai 8 | 37:33(19:16) | 7 Sebastian Frimmel 7 Tobias Wagner | New Capital Sports Hall, New Administrative Capital Sędzia: Julian Grillo, Sebastian Lenci |
| 27 stycznia 202117:30 | 4× · 1×        | 37:33(19:16) | 3× · 1×                             | New Capital Sports Hall, New Administrative Capital Sędzia: Julian Grillo, Sebastian Lenci |

## Faza zasadnicza

### Grupa I
Źródło:IHF
| 21 stycznia 202115:30 | Urugwaj         | 16:30(9:14) | Polska             | New Capital Sports Hall, New Administrative Capital Sędzia: Youcef Belkhiri, Sid Ali Hamidi |
| 21 stycznia 202115:30 | Máximo Cancio 6 | 16:30(9:14) | 8 Arkadiusz Moryto | New Capital Sports Hall, New Administrative Capital Sędzia: Youcef Belkhiri, Sid Ali Hamidi |
| 21 stycznia 202115:30 | 1×              | 16:30(9:14) | 6× · 1×            | New Capital Sports Hall, New Administrative Capital Sędzia: Youcef Belkhiri, Sid Ali Hamidi |

| 21 stycznia 202118:00 | Węgry           | 29:23(16:11) | Brazylia         | New Capital Sports Hall, New Administrative Capital Sędzia: Arthur Brunner, Morad Salah |
| 21 stycznia 202118:00 | Bence Bánhidi 5 | 29:23(16:11) | 8 Haniel Langaro | New Capital Sports Hall, New Administrative Capital Sędzia: Arthur Brunner, Morad Salah |
| 21 stycznia 202118:00 | 4× · 2×         | 29:23(16:11) | 3×               | New Capital Sports Hall, New Administrative Capital Sędzia: Arthur Brunner, Morad Salah |

| 21 stycznia 202120:30 | Hiszpania                          | 32:28(16:13) | Niemcy           | New Capital Sports Hall, New Administrative Capital Sędzia: Matija Gubica, Boris Milošević |
| 21 stycznia 202120:30 | Ángel Fernández (piłkarz ręczny) 6 | 32:28(16:13) | 7 Timo Kastening | New Capital Sports Hall, New Administrative Capital Sędzia: Matija Gubica, Boris Milošević |
| 21 stycznia 202120:30 | 3× · 1×                            | 32:28(16:13) | 5× · 2× · 1×     | New Capital Sports Hall, New Administrative Capital Sędzia: Matija Gubica, Boris Milošević |

| 23 stycznia 202115:30 | Urugwaj         | 23:38(12:24) | Hiszpania     | New Capital Sports Hall, New Administrative Capital Sędzia: Alaa Emam, Hossam Hedaia |
| 23 stycznia 202115:30 | Máximo Cancio 8 | 23:38(12:24) | 8 Aitor Ariño | New Capital Sports Hall, New Administrative Capital Sędzia: Alaa Emam, Hossam Hedaia |
| 23 stycznia 202115:30 | 3× · 1×         | 23:38(12:24) | 5× · 1×       | New Capital Sports Hall, New Administrative Capital Sędzia: Alaa Emam, Hossam Hedaia |

| 23 stycznia 202118:00 | Polska         | 26:30(10:16) | Węgry        | New Capital Sports Hall, New Administrative Capital Sędzia: Matija Gubica, Boris Milošević |
| 23 stycznia 202118:00 | Szymon Sićko 5 | 26:30(10:16) | 8 Máté Lékai | New Capital Sports Hall, New Administrative Capital Sędzia: Matija Gubica, Boris Milošević |
| 23 stycznia 202118:00 | 3×             | 26:30(10:16) | 3× · 1×      | New Capital Sports Hall, New Administrative Capital Sędzia: Matija Gubica, Boris Milošević |

| 23 stycznia 202120:30 | Niemcy           | 31:24(16:12) | Brazylia                  | New Capital Sports Hall, New Administrative Capital Sędzia: Lars Jorum, Håvarad Kleven |
| 23 stycznia 202120:30 | Johannes Golla 7 | 31:24(16:12) | 6 Rogério Moraes Ferreira | New Capital Sports Hall, New Administrative Capital Sędzia: Lars Jorum, Håvarad Kleven |
| 23 stycznia 202120:30 | 6× · 1×          | 31:24(16:12) | 3× · 1×                   | New Capital Sports Hall, New Administrative Capital Sędzia: Lars Jorum, Håvarad Kleven |

| 25 stycznia 202115:30 | Brazylia       | 37:17(18:7) | Urugwaj                                                         | New Capital Sports Hall, New Administrative Capital Sędzia: Samir Krichen, Samir Makhouf |
| 25 stycznia 202115:30 | Jose Luciano 7 | 37:17(18:7) | 3 Gabriel Chaparro Almada 3 Sebastian Vecino 3 Geronimo Goyoaga | New Capital Sports Hall, New Administrative Capital Sędzia: Samir Krichen, Samir Makhouf |
| 25 stycznia 202115:30 | 2× · 1×        | 37:17(18:7) | 2×                                                              | New Capital Sports Hall, New Administrative Capital Sędzia: Samir Krichen, Samir Makhouf |

| 25 stycznia 202118:00 | Hiszpania     | 36:28(21:14) | Węgry                         | New Capital Sports Hall, New Administrative Capital Sędzia: Giorgji Nachevsky, Sławe Nikołow |
| 25 stycznia 202118:00 | Ferran Solé 7 | 36:28(21:14) | 3 Zsolt Balogh 3 Mátyás Győri | New Capital Sports Hall, New Administrative Capital Sędzia: Giorgji Nachevsky, Sławe Nikołow |
| 25 stycznia 202118:00 | 5× · 1×       | 36:28(21:14) | 4× · 1×                       | New Capital Sports Hall, New Administrative Capital Sędzia: Giorgji Nachevsky, Sławe Nikołow |

| 25 stycznia 202120:30 | Polska                 | 23:23(12:11) | Niemcy                          | New Capital Sports Hall, New Administrative Capital Sędzia: Ivan Pavićević, Miloš Ražnatović |
| 25 stycznia 202120:30 | Przemysław Krajewski 5 | 23:23(12:11) | 4 David Schmidt 4 Philipp Weber | New Capital Sports Hall, New Administrative Capital Sędzia: Ivan Pavićević, Miloš Ražnatović |
| 25 stycznia 202120:30 | 5× · 1×                | 23:23(12:11) | 4× · 1×                         | New Capital Sports Hall, New Administrative Capital Sędzia: Ivan Pavićević, Miloš Ražnatović |

### Grupa II
Źródło:IHF
| 21 stycznia 202115:30 | Japonia           | 24:28(13:17) | Argentyna                            | Cairo Stadium Sports Hall, Kair Sędzia: Majid Kolahdouzan, Alireza Mousaviannazhad |
| 21 stycznia 202115:30 | Tatsuki Yoshino 6 | 24:28(13:17) | 10 Federico Pizarro (piłkarz ręczny) | Cairo Stadium Sports Hall, Kair Sędzia: Majid Kolahdouzan, Alireza Mousaviannazhad |
| 21 stycznia 202115:30 | 2× · 2×           | 24:28(13:17) | 2× · 3×                              | Cairo Stadium Sports Hall, Kair Sędzia: Majid Kolahdouzan, Alireza Mousaviannazhad |

| 21 stycznia 202118:00 | Chorwacja       | 28:18(13:8) | Bahrajn                                             | Cairo Stadium Sports Hall, Kair Sędzia: Charlotte Bonaventura, Julie Bonaventura |
| 21 stycznia 202118:00 | Zlatko Horvat 8 | 28:18(13:8) | 6 Mohamed Ahmed (piłkarz ręczny) 6 Husain Al-Sayyad | Cairo Stadium Sports Hall, Kair Sędzia: Charlotte Bonaventura, Julie Bonaventura |
| 21 stycznia 202118:00 | 2× · 1×         | 28:18(13:8) | 3×                                                  | Cairo Stadium Sports Hall, Kair Sędzia: Charlotte Bonaventura, Julie Bonaventura |

| 21 stycznia 202120:30 | Dania           | 32:23(17:12) | Katar            | Cairo Stadium Sports Hall, Kair Sędzia: Ivan Pavićević, Miloš Ražnatović |
| 21 stycznia 202120:30 | Mikkel Hansen 8 | 32:23(17:12) | 12 Frankis Carol | Cairo Stadium Sports Hall, Kair Sędzia: Ivan Pavićević, Miloš Ražnatović |
| 21 stycznia 202120:30 | 4×              | 32:23(17:12) | 7× · 3×          | Cairo Stadium Sports Hall, Kair Sędzia: Ivan Pavićević, Miloš Ražnatović |

| 23 stycznia 202115:30 | Katar           | 28:23(13:14) | Bahrajn                          | Cairo Stadium Sports Hall, Kair Sędzia: Ignacio García, Andreu Marín |
| 23 stycznia 202115:30 | Rafael Capote 9 | 28:23(13:14) | 5 Mohamed Ahmed (piłkarz ręczny) | Cairo Stadium Sports Hall, Kair Sędzia: Ignacio García, Andreu Marín |
| 23 stycznia 202115:30 | 2×              | 28:23(13:14) | 4× · 2×                          | Cairo Stadium Sports Hall, Kair Sędzia: Ignacio García, Andreu Marín |

| 23 stycznia 202118:00 | Argentyna                           | 23:19(12:12) | Chorwacja    | Cairo Stadium Sports Hall, Kair Sędzia: Ivan Pavićević, Miloš Ražnatović |
| 23 stycznia 202118:00 | Federico Pizarro (piłkarz ręczny) 4 | 23:19(12:12) | 7 Ivan Čupić | Cairo Stadium Sports Hall, Kair Sędzia: Ivan Pavićević, Miloš Ražnatović |
| 23 stycznia 202118:00 | 5× · 1× · 1×                        | 23:19(12:12) | 4× · 1×      | Cairo Stadium Sports Hall, Kair Sędzia: Ivan Pavićević, Miloš Ražnatović |

| 23 stycznia 202120:30 | Japonia       | 27:34(17:19) | Dania                       | Cairo Stadium Sports Hall, Kair Sędzia: Ǵorgi Naczewski, Sławe Nikołow |
| 23 stycznia 202120:30 | Yuto Agarie 7 | 27:34(17:19) | 12 Emil Jakobsen (ur. 1998) | Cairo Stadium Sports Hall, Kair Sędzia: Ǵorgi Naczewski, Sławe Nikołow |
| 23 stycznia 202120:30 | 5× · 1×       | 27:34(17:19) | 3× · 1× · 1×                | Cairo Stadium Sports Hall, Kair Sędzia: Ǵorgi Naczewski, Sławe Nikołow |

| 25 stycznia 202115:30 | Bahrajn                                             | 25:29(12:19) | Japonia           | Cairo Stadium Sports Hall, Kair Sędzia: Charlotte Bonaventura, Julie Bonaventura |
| 25 stycznia 202115:30 | Mohamed Ahmed (piłkarz ręczny) 5 Husain Al-Sayyad 5 | 25:29(12:19) | 9 Tatsuki Yoshino | Cairo Stadium Sports Hall, Kair Sędzia: Charlotte Bonaventura, Julie Bonaventura |
| 25 stycznia 202115:30 | 5× · 1×                                             | 25:29(12:19) | 2×                | Cairo Stadium Sports Hall, Kair Sędzia: Charlotte Bonaventura, Julie Bonaventura |

| 25 stycznia 202118:00 | Argentyna                           | 25:26(13:12) | Katar           | Cairo Stadium Sports Hall, Kair Sędzia: Václav Horáček, Jiři Novotný |
| 25 stycznia 202118:00 | Federico Pizarro (piłkarz ręczny) 7 | 25:26(13:12) | 8 Frankis Carol | Cairo Stadium Sports Hall, Kair Sędzia: Václav Horáček, Jiři Novotný |
| 25 stycznia 202118:00 | 5× · 2×                             | 25:26(13:12) | 3× · 1×         | Cairo Stadium Sports Hall, Kair Sędzia: Václav Horáček, Jiři Novotný |

| 25 stycznia 202120:30 | Dania                      | 38:26(17:15) | Chorwacja      | Cairo Stadium Sports Hall, Kair Sędzia: Oscar Raluy, Angel Sabroso |
| 25 stycznia 202120:30 | Emil Jakobsen (ur. 1998) 8 | 38:26(17:15) | 6 Marino Marić | Cairo Stadium Sports Hall, Kair Sędzia: Oscar Raluy, Angel Sabroso |
| 25 stycznia 202120:30 | 3×                         | 38:26(17:15) | 3× · 1×        | Cairo Stadium Sports Hall, Kair Sędzia: Oscar Raluy, Angel Sabroso |

### Grupa III
Źródło:IHF
| 20 stycznia 202115:30 | Szwajcaria    | 20:18(10:9) | Islandia             | 6th of October Sports Hall, Madinat as-Sadis min Uktubar Sędzia: Robert Schulze, Tobias Tönnies |
| 20 stycznia 202115:30 | Andy Schmid 6 | 20:18(10:9) | 4 Ólafur Guðmundsson | 6th of October Sports Hall, Madinat as-Sadis min Uktubar Sędzia: Robert Schulze, Tobias Tönnies |
| 20 stycznia 202115:30 | 5× · 2×       | 20:18(10:9) | 2× · 2× · 1×         | 6th of October Sports Hall, Madinat as-Sadis min Uktubar Sędzia: Robert Schulze, Tobias Tönnies |

| 20 stycznia 202118:00 | Francja                                     | 29:26(16:14) | Algieria           | 6th of October Sports Hall, Madinat as-Sadis min Uktubar Sędzia: Julian Grillo, Sebastián Lenci |
| 20 stycznia 202118:00 | Dika Mem 4 Kentim Mahe 4 Ludovic Fabregas 4 | 29:26(16:14) | 7 Messaoud Berkous | 6th of October Sports Hall, Madinat as-Sadis min Uktubar Sędzia: Julian Grillo, Sebastián Lenci |
| 20 stycznia 202118:00 | 3×                                          | 29:26(16:14) | 5× · 1×            | 6th of October Sports Hall, Madinat as-Sadis min Uktubar Sędzia: Julian Grillo, Sebastián Lenci |

| 20 stycznia 202120:30 | Portugalia                       | 28:29(14:16) | Norwegia         | 6th of October Sports Hall, Madinat as-Sadis min Uktubar Sędzia: Oscar Raluy, Angel Sabroso |
| 20 stycznia 202120:30 | Miguel Martins 5 Pedro Portela 5 | 28:29(14:16) | 6 Sander Sagosen | 6th of October Sports Hall, Madinat as-Sadis min Uktubar Sędzia: Oscar Raluy, Angel Sabroso |
| 20 stycznia 202120:30 | 7× · 3× · 1×                     | 28:29(14:16) | 4× · 1×          | 6th of October Sports Hall, Madinat as-Sadis min Uktubar Sędzia: Oscar Raluy, Angel Sabroso |

| 22 stycznia 202115:30 | Szwajcaria     | 29:33(15:17) | Portugalia        | 6th of October Sports Hall, Madinat as-Sadis min Uktubar Sędzia: Andreu Marín, Ignacio García |
| 22 stycznia 202115:30 | Andy Schmid 11 | 29:33(15:17) | 7 Victor Iturriza | 6th of October Sports Hall, Madinat as-Sadis min Uktubar Sędzia: Andreu Marín, Ignacio García |
| 22 stycznia 202115:30 | 4×             | 29:33(15:17) | 3× · 1×           | 6th of October Sports Hall, Madinat as-Sadis min Uktubar Sędzia: Andreu Marín, Ignacio García |

| 22 stycznia 202118:00 | Islandia             | 26:28(14:16) | Francja    | 6th of October Sports Hall, Madinat as-Sadis min Uktubar Sędzia: Óscar Raluy, Ángel Sabroso |
| 22 stycznia 202118:00 | Bjarki Már Elísson 8 | 26:28(14:16) | 7 Dika Mem | 6th of October Sports Hall, Madinat as-Sadis min Uktubar Sędzia: Óscar Raluy, Ángel Sabroso |
| 22 stycznia 202118:00 | 5× · 2× · 1×         | 26:28(14:16) | 5×         | 6th of October Sports Hall, Madinat as-Sadis min Uktubar Sędzia: Óscar Raluy, Ángel Sabroso |

| 22 stycznia 202120:30 | Norwegia          | 36:23(17:11) | Algieria     | 6th of October Sports Hall, Madinat as-Sadis min Uktubar Sędzia: Robert Schulze, Tobias Tönnies |
| 22 stycznia 202120:30 | Alexander Blonz 7 | 36:23(17:11) | 7 Ayoub Abdi | 6th of October Sports Hall, Madinat as-Sadis min Uktubar Sędzia: Robert Schulze, Tobias Tönnies |
| 22 stycznia 202120:30 | 3× · 2×           | 36:23(17:11) | 4× · 1× · 1× | 6th of October Sports Hall, Madinat as-Sadis min Uktubar Sędzia: Robert Schulze, Tobias Tönnies |

| 24 stycznia 202115:30 | Algieria     | 24:27(13:15) | Szwajcaria    | 6th of October Sports Hall, Madinat as-Sadis min Uktubar Sędzia: Julian Grillo, Sebastián Lenci |
| 24 stycznia 202115:30 | Ayoub Abdi 7 | 24:27(13:15) | 7 Andy Schmid | 6th of October Sports Hall, Madinat as-Sadis min Uktubar Sędzia: Julian Grillo, Sebastián Lenci |
| 24 stycznia 202115:30 | 4× · 1×      | 24:27(13:15) | 2× · 1×       | 6th of October Sports Hall, Madinat as-Sadis min Uktubar Sędzia: Julian Grillo, Sebastián Lenci |

| 24 stycznia 202118:00 | Islandia             | 33:35(18:18) | Norwegia         | 6th of October Sports Hall, Madinat as-Sadis min Uktubar Sędzia: Ǵorgi Naczewski, Sławe Nikołow |
| 24 stycznia 202118:00 | Bjarki Már Elísson 6 | 33:35(18:18) | 8 Sander Sagosen | 6th of October Sports Hall, Madinat as-Sadis min Uktubar Sędzia: Ǵorgi Naczewski, Sławe Nikołow |
| 24 stycznia 202118:00 | 8× · 2× · 1×         | 33:35(18:18) | 8× · 2×          | 6th of October Sports Hall, Madinat as-Sadis min Uktubar Sędzia: Ǵorgi Naczewski, Sławe Nikołow |

| 24 stycznia 202120:30 | Portugalia       | 23:32(12:16) | Francja       | 6th of October Sports Hall, Madinat as-Sadis min Uktubar Sędzia: Matija Gubica, Boris Milošević |
| 24 stycznia 202120:30 | Miguel Martins 6 | 23:32(12:16) | 8 Hugo Descat | 6th of October Sports Hall, Madinat as-Sadis min Uktubar Sędzia: Matija Gubica, Boris Milošević |
| 24 stycznia 202120:30 | 4× · 2×          | 23:32(12:16) | 2× · 2×       | 6th of October Sports Hall, Madinat as-Sadis min Uktubar Sędzia: Matija Gubica, Boris Milošević |

### Grupa IV
Źródło:IHF
| 20 stycznia 202115:30 | Macedonia Północna | 21:31(9:13) | Słowenia       | Cairo Stadium Sports Hall, Kair Sędzia: Ignacio García, Andreu Marín |
| 20 stycznia 202115:30 | Kirił Łazarow 5    | 21:31(9:13) | 7 Dragan Gajić | Cairo Stadium Sports Hall, Kair Sędzia: Ignacio García, Andreu Marín |
| 20 stycznia 202115:30 | 2× · 1×            | 21:31(9:13) | 2× · 1×        | Cairo Stadium Sports Hall, Kair Sędzia: Ignacio García, Andreu Marín |

| 20 stycznia 202118:00 | Drużyna RFPR       | 23:28(8:15) | Egipt                    | Cairo Stadium Sports Hall, Kair Sędzia: Julian Grillo, Sebastián Lenci |
| 20 stycznia 202118:00 | Sergei Kosorotov 8 | 23:28(8:15) | 7 Mohamed Mamdouh Shebib | Cairo Stadium Sports Hall, Kair Sędzia: Julian Grillo, Sebastián Lenci |
| 20 stycznia 202118:00 | 7× · 1×            | 23:28(8:15) | 3×                       | Cairo Stadium Sports Hall, Kair Sędzia: Julian Grillo, Sebastián Lenci |

| 20 stycznia 202120:30 | Szwecja        | 26:26(11:15) | Białoruś                           | Cairo Stadium Sports Hall, Kair Sędzia: Charlotte Bonaventura, Julie Bonaventura |
| 20 stycznia 202120:30 | Hampus Wanne 8 | 26:26(11:15) | 7 Mikita Vailupau 6 Andrei Yurynok | Cairo Stadium Sports Hall, Kair Sędzia: Charlotte Bonaventura, Julie Bonaventura |
| 20 stycznia 202120:30 | 3×             | 26:26(11:15) | 4× · 1×                            | Cairo Stadium Sports Hall, Kair Sędzia: Charlotte Bonaventura, Julie Bonaventura |

| 22 stycznia 202115:30 | Macedonia Północna  | 20:32(9:19) | Drużyna RFPR  | Cairo Stadium Sports Hall, Kair Sędzia: Charlotte Bonaventura, Julie Bonaventura |
| 22 stycznia 202115:30 | Filip Kuzmanovski 6 | 20:32(9:19) | 6 Igor Soroka | Cairo Stadium Sports Hall, Kair Sędzia: Charlotte Bonaventura, Julie Bonaventura |
| 22 stycznia 202115:30 | 6× · 1×             | 20:32(9:19) | 2× · 1× · 1×  | Cairo Stadium Sports Hall, Kair Sędzia: Charlotte Bonaventura, Julie Bonaventura |

| 22 stycznia 202118:00 | Egipt            | 35:26(21:14) | Białoruś          | Cairo Stadium Sports Hall, Kair Sędzia: Ǵorgi Naczewski, Sławe Nikołow |
| 22 stycznia 202118:00 | Ahmed El-Ahmar 8 | 35:26(21:14) | 4 Mikita Vailupau | Cairo Stadium Sports Hall, Kair Sędzia: Ǵorgi Naczewski, Sławe Nikołow |
| 22 stycznia 202118:00 | 1×               | 35:26(21:14) | 3× · 1×           | Cairo Stadium Sports Hall, Kair Sędzia: Ǵorgi Naczewski, Sławe Nikołow |

| 22 stycznia 202120:30 | Słowenia       | 28:28(14:15) | Szwecja        | Cairo Stadium Sports Hall, Kair Sędzia: Václav Horáček, Jiří Novotný |
| 22 stycznia 202120:30 | Dragan Gajić 6 | 28:28(14:15) | 7 Hampus Wanne | Cairo Stadium Sports Hall, Kair Sędzia: Václav Horáček, Jiří Novotný |
| 22 stycznia 202120:30 | 5× · 1×        | 28:28(14:15) | 8× · 2× · 1×   | Cairo Stadium Sports Hall, Kair Sędzia: Václav Horáček, Jiří Novotný |

| 24 stycznia 202115:30 | Białoruś            | 30:26(14:14) | Macedonia Północna | Cairo Stadium Sports Hall, Kair Sędzia: Majid Kolahdouzan, Alireza Mousaviannazhad |
| 24 stycznia 202115:30 | Uładzisłau Kulesz 7 | 30:26(14:14) | 7 Kirił Łazarow    | Cairo Stadium Sports Hall, Kair Sędzia: Majid Kolahdouzan, Alireza Mousaviannazhad |
| 24 stycznia 202115:30 | 3× · 2×             | 30:26(14:14) | 1× · 1×            | Cairo Stadium Sports Hall, Kair Sędzia: Majid Kolahdouzan, Alireza Mousaviannazhad |

| 24 stycznia 202118:00 | Słowenia    | 25:25(12:8) | Egipt            | Cairo Stadium Sports Hall, Kair Sędzia: Robert Schulze, Tobias Tönnies |
| 24 stycznia 202118:00 | Blaž Janc 7 | 25:25(12:8) | 7 Mohammad Sanad | Cairo Stadium Sports Hall, Kair Sędzia: Robert Schulze, Tobias Tönnies |
| 24 stycznia 202118:00 | 6× · 2×     | 25:25(12:8) | 2×               | Cairo Stadium Sports Hall, Kair Sędzia: Robert Schulze, Tobias Tönnies |

| 24 stycznia 202120:30 | Drużyna RFPR      | 20:34(8:17) | Szwecja        | Cairo Stadium Sports Hall, Kair Sędzia: Ignacio García, Andreu Marín |
| 24 stycznia 202120:30 | Alexander Kotov 5 | 20:34(8:17) | 8 Lucas Pellas | Cairo Stadium Sports Hall, Kair Sędzia: Ignacio García, Andreu Marín |
| 24 stycznia 202120:30 | 5× · 1× · 1×      | 20:34(8:17) | 5× · 1×        | Cairo Stadium Sports Hall, Kair Sędzia: Ignacio García, Andreu Marín |

## Faza pucharowa
|  |              |              |              |             |    |           |             |             |                   |                   |                   |       |       |
|  | Ćwierćfinały | Ćwierćfinały | Ćwierćfinały |             |    | Półfinały | Półfinały   | Półfinały   |                   |                   | Finał             | Finał | Finał |
|  | Ćwierćfinały | Ćwierćfinały | Ćwierćfinały |             |    | Półfinały | Półfinały   | Półfinały   |                   |                   | Finał             | Finał | Finał |
|  | 27 stycznia  |              |              |             |    |           |             |             |                   |                   |                   |       |       |
|  |              |              |              |             |    |           |             |             |                   |                   |                   |       |       |
|  | Hiszpania    | Hiszpania    | 31           |             |    |           |             |             |                   |                   |                   |       |       |
|  | Hiszpania    | Hiszpania    | 31           | 29 stycznia |    |           |             |             |                   |                   |                   |       |       |
|  | Norwegia     | Norwegia     | 26           |             |    |           |             |             |                   |                   |                   |       |       |
|  | Norwegia     | Norwegia     | 26           |             |    | Hiszpania | Hiszpania   | 33          |                   |                   |                   |       |       |
|  | 27 stycznia  |              |              |             |    | Hiszpania | Hiszpania   | 33          |                   |                   |                   |       |       |
|  |              |              | Dania        | Dania       | 35 |           |             |             |                   |                   |                   |       |       |
|  | Dania        | Dania        | Dania        | Dania       | 35 | 39        |             |             |                   |                   |                   |       |       |
|  | Dania        | Dania        |              |             |    | 39        | 31 stycznia |             |                   |                   |                   |       |       |
|  | Egipt        | Egipt        | 38           |             |    |           |             |             |                   |                   |                   |       |       |
|  | Egipt        | Egipt        | 38           |             |    | Dania     | Dania       | 26          |                   |                   |                   |       |       |
|  | 27 stycznia  |              |              |             |    | Dania     | Dania       | 26          |                   |                   |                   |       |       |
|  |              |              | Szwecja      | Szwecja     | 24 |           |             |             |                   |                   |                   |       |       |
|  | Francja      | Francja      | Szwecja      | Szwecja     | 24 | 35        |             |             |                   |                   |                   |       |       |
|  | Francja      | Francja      | 29 stycznia  |             |    | 35        |             |             |                   |                   |                   |       |       |
|  | Węgry        | Węgry        | 32           |             |    |           |             |             |                   |                   |                   |       |       |
|  | Węgry        | Węgry        | 32           |             |    | Francja   | Francja     | 26          | Mecz o 3. miejsce | Mecz o 3. miejsce | Mecz o 3. miejsce |       |       |
|  | 27 stycznia  |              |              |             |    | Francja   | Francja     | 26          | Mecz o 3. miejsce | Mecz o 3. miejsce | Mecz o 3. miejsce |       |       |
|  |              |              | Szwecja      | Szwecja     | 32 |           |             | 31 stycznia | 31 stycznia       | 31 stycznia       |                   |       |       |
|  | Szwecja      | Szwecja      | Szwecja      | Szwecja     | 32 | 35        |             | 31 stycznia | 31 stycznia       | 31 stycznia       |                   |       |       |
|  | Szwecja      | Szwecja      |              |             |    |           |             | Hiszpania   | Hiszpania         | 35                |                   |       |       |
|  | Katar        | Katar        | 23           |             |    |           |             |             | Hiszpania         | 35                |                   |       |       |
|  | Katar        | Katar        | 23           |             |    |           |             | Francja     | Francja           | 29                |                   |       |       |
|  |              |              |              |             |    |           |             |             | Francja           | 29                |                   |       |       |

### Ćwierćfinały
| 27 stycznia 202117:30 | Dania            | 35:35 (pd.)(16:13, 28:28, 34:34, k. 39:38) | Egipt         | Cairo Stadium Sports Hall, Kair Sędzia: Matija Gubica, Boris Milošević |
| 27 stycznia 202117:30 | Mikkel Hansen 10 | 35:35 (pd.)(16:13, 28:28, 34:34, k. 39:38) | 11 Yahia Omar | Cairo Stadium Sports Hall, Kair Sędzia: Matija Gubica, Boris Milošević |
| 27 stycznia 202117:30 | 3× · 1× · 1×     | 35:35 (pd.)(16:13, 28:28, 34:34, k. 39:38) | 5× · 1×       | Cairo Stadium Sports Hall, Kair Sędzia: Matija Gubica, Boris Milošević |

| 27 stycznia 202120:30 | Szwecja                         | 35:23(14:10) | Katar           | Cairo Stadium Sports Hall, Kair Sędzia: Charlotte Bonaventura, Julie Bonaventura |
| 27 stycznia 202120:30 | Lucas Pellas 8 Valter Chrintz 8 | 35:23(14:10) | 5 Frankis Marzo | Cairo Stadium Sports Hall, Kair Sędzia: Charlotte Bonaventura, Julie Bonaventura |
| 27 stycznia 202120:30 | 3×                              | 35:23(14:10) | 3×              | Cairo Stadium Sports Hall, Kair Sędzia: Charlotte Bonaventura, Julie Bonaventura |

| 27 stycznia 202120:30 | Hiszpania         | 31:26(21:15) | Norwegia        | New Capital Sports Hall, New Administrative Capital Sędzia: Giorgij Nachevski, Sławe Nikołow |
| 27 stycznia 202120:30 | Alex Dujshebaev 8 | 31:26(21:15) | 6 Magnus Jondal | New Capital Sports Hall, New Administrative Capital Sędzia: Giorgij Nachevski, Sławe Nikołow |
| 27 stycznia 202120:30 | 3× · 1×           | 31:26(21:15) | 3× · 1×         | New Capital Sports Hall, New Administrative Capital Sędzia: Giorgij Nachevski, Sławe Nikołow |

| 27 stycznia 202120:30 | Francja          | 35:32 (pd.)(12:14, 30:30) | Węgry           | Borg Al Arab Sports Hall, Burdż al-Arab al-Dżadida Sędzia: Igancio Garcia, Andreu Marín |
| 27 stycznia 202120:30 | Michael Guigou 6 | 35:32 (pd.)(12:14, 30:30) | 6 Bence Banhidi | Borg Al Arab Sports Hall, Burdż al-Arab al-Dżadida Sędzia: Igancio Garcia, Andreu Marín |
| 27 stycznia 202120:30 | 4× · 2×          | 35:32 (pd.)(12:14, 30:30) | 3× · 2×         | Borg Al Arab Sports Hall, Burdż al-Arab al-Dżadida Sędzia: Igancio Garcia, Andreu Marín |

### Półfinały
| 29 stycznia 202117:30 | Francja       | 26:32(13:16) | Szwecja         | Cairo Stadium Sports Hall, Kair Sędzia: Robert Schulze, Tobias Tönnies |
| 29 stycznia 202117:30 | Hugo Descat 5 | 26:32(13:16) | 11 Hampus Wanne | Cairo Stadium Sports Hall, Kair Sędzia: Robert Schulze, Tobias Tönnies |
| 29 stycznia 202117:30 | 4× · 1×       | 26:32(13:16) | 4× · 2×         | Cairo Stadium Sports Hall, Kair Sędzia: Robert Schulze, Tobias Tönnies |

| 29 stycznia 202120:30 | Hiszpania           | 33:35(16:18) | Dania            | Cairo Stadium Sports Hall, Kair Sędzia: Václav Horáček, Jiří Novotný |
| 29 stycznia 202120:30 | Daniel Dujshebaev 7 | 33:35(16:18) | 12 Mikkel Hansen | Cairo Stadium Sports Hall, Kair Sędzia: Václav Horáček, Jiří Novotný |
| 29 stycznia 202120:30 | 3× · 1×             | 33:35(16:18) | 3× · 2× · 1×     | Cairo Stadium Sports Hall, Kair Sędzia: Václav Horáček, Jiří Novotný |

### Mecz o 3. miejsce
| 31 stycznia 202114:30 | Hiszpania         | 35:29(16:13) | Francja       | Cairo Stadium Sports Hall, Kair Sędzia: Matija Gubica, Boris Milošević |
| 31 stycznia 202114:30 | Alex Dujshebaev 8 | 35:29(16:13) | 7 Hugo Descat | Cairo Stadium Sports Hall, Kair Sędzia: Matija Gubica, Boris Milošević |
| 31 stycznia 202114:30 | 1× · 1×           | 35:29(16:13) | 1× · 2×       | Cairo Stadium Sports Hall, Kair Sędzia: Matija Gubica, Boris Milošević |

### Finał
| 31 stycznia 202117:30 | Dania           | 26:24(13:13) | Szwecja        | Cairo Stadium Sports Hall, Kair Sędzia: Óscar Raluy, Ángel Sabroso |
| 31 stycznia 202117:30 | Mikkel Hansen 7 | 26:24(13:13) | 5 Hampus Wanne | Cairo Stadium Sports Hall, Kair Sędzia: Óscar Raluy, Ángel Sabroso |
| 31 stycznia 202117:30 | 4× · 4×         | 26:24(13:13) | 3× · 2×        | Cairo Stadium Sports Hall, Kair Sędzia: Óscar Raluy, Ángel Sabroso |

## Klasyfikacja końcowa
| Miejsce | Reprezentacja                 |
| ------- | ----------------------------- |
| złoto   | Dania                         |
| srebro  | Szwecja                       |
| brąz    | Hiszpania                     |
| 4       | Francja                       |
| 5       | Węgry                         |
| 6       | Norwegia                      |
| 7       | Egipt                         |
| 8       | Katar                         |
| 9       | Słowenia                      |
| 10      | Portugalia                    |
| 11      | Argentyna                     |
| 12      | Niemcy                        |
| 13      | Polska                        |
| 14      | Drużyna RFPR                  |
| 15      | Chorwacja                     |
| 16      | Szwajcaria                    |
| 17      | Białoruś                      |
| 18      | Brazylia                      |
| 19      | Japonia                       |
| 20      | Islandia                      |
| 21      | Bahrajn                       |
| 22      | Algieria                      |
| 23      | Macedonia Północna            |
| 24      | Urugwaj                       |
| 25      | Tunezja                       |
| 26      | Austria                       |
| 27      | Chile                         |
| 28      | Demokratyczna Republika Konga |
| 29      | Maroko                        |
| 30      | Angola                        |
| 31      | Korea Południowa              |
| 32      | Republika Zielonego Przylądka |

## Nagrody indywidualne[131]
| MVP           | Najlepszy bramkarz | Najlepszy lewoskrzydłowy | Najlepszy prawoskrzydłowy | Najlepszy lewy rozgrywający | Najlepszy środkowy rozgrywający | Najlepszy prawy rozgrywający | Najlepszy obrotowy |
| ------------- | ------------------ | ------------------------ | ------------------------- | --------------------------- | ------------------------------- | ---------------------------- | ------------------ |
| Mikkel Hansen | Andreas Palicka    | Hampus Wanne             | Ferran Sole               | Mikkel Hansen               | Jim Gottfridsson                | Mathias Gidsel               | Ludovic Fabregas   |

## Statystyki

### Najlepsi strzelcy
| Lp | Zawodnik              | Gole | Rzuty ogółem | Skuteczność procentowa |
| -- | --------------------- | ---- | ------------ | ---------------------- |
| 1  | Frankis Marzo         | 58   | 96           | 60                     |
| 2  | Sander Sagosen        | 54   | 83           | 65                     |
| 3  | Hampus Wanne          | 53   | 71           | 75                     |
| 4  | Erwin Feuchtmann      | 49   | 78           | 63                     |
| 5  | Mikkel Hansen         | 48   | 69           | 70                     |
| 6  | Andy Schmid           | 44   | 80           | 55                     |
| 7  | Mohamed Darmoul       | 40   | 49           | 82                     |
| 8  | Mathias Gidsel        | 39   | 49           | 80                     |
| 8  | Kim Jin-young         | 39   | 72           | 54                     |
| 8  | Rodrigo Salinas Muñoz | 39   | 59           | 66                     |
| 11 | Hugo Descat           | 38   | 48           | 79                     |
| 11 | Bjarki Már Elísson    | 38   | 52           | 73                     |

Źródło: 

### Najlepsi bramkarze
| Lp | Zawodnik                 | Skuteczność procentowa | Obronione rzuty | Rzuty ogółem |
| -- | ------------------------ | ---------------------- | --------------- | ------------ |
| 1  | Humberto Gomes           | 43                     | 33              | 76           |
| 2  | Johannes Bitter          | 36                     | 33              | 92           |
| 2  | Urban Lesjak             | 36                     | 27              | 76           |
| 2  | Leonel Maciel            | 36                     | 57              | 159          |
| 2  | Gonzalo Pérez de Vargas  | 36                     | 66              | 182          |
| 6  | Adam Morawski            | 35                     | 56              | 158          |
| 6  | Stanisław Trietynko      | 35                     | 21              | 60           |
| 8  | Juan Manuel Bar          | 34                     | 18              | 53           |
| 8  | Rodrigo Corrales         | 34                     | 54              | 160          |
| 8  | Klemen Ferlin            | 34                     | 44              | 131          |
| 8  | Björgvin Páll Gústavsson | 34                     | 36              | 107          |
| 8  | Kevin Møller             | 34                     | 29              | 86           |
| 8  | Andreas Palicka          | 34                     | 72              | 213          |
| 8  | Kristian Sæverås         | 34                     | 37              | 108          |
| 15 | Ivan Pešić               | 33                     | 44              | 134          |
| 15 | Marwane Soussi           | 33                     | 26              | 78           |

Źródło: 